# Schiava regina
Schiava regina (Die Sklavenkönigin o The Moon of Israel) è un film muto del 1924 diretto da Mihaly Kertész, nome con cui si firmava all'epoca il regista poi noto a Hollywood come Michael Curtiz. Il film è tratto dal romanzo Moon of Israel di H. Rider Haggard del 1918.

## Trama
Il popolo israelitico, sotto la guida di Mosé, è già da lungo tempo ridotto in schiavitù in terra d’Egitto. Una guardia egiziana vuole concupire la bella schiava Merapi, detta “luna d’Israele”, e, al suo netto rifiuto ne uccide il padre. Il principe Seti, designato a succedere al faraone, è presente alla scena e giudica colpevole la guardia, guadagnandosi la riconoscenza di Merapi.
Dopo il matrimonio, stabilito secondo i rituali, di Seti e di Userti (Tausert), sua sorellastra, egli parte alla volta del paese degli schiavi, e, recatosi nel luogo di culto degli israeliti, per errore commette ciò che essi considerano una profanazione. Al suo ritorno, di conseguenza, gli israeliti gli tendono un agguato, dal quale lo salverà proprio Merapi, mentre fra i due si approfondisce il legame.
Considerata una traditrice dal proprio popolo, Merapi viene posta in salvo presso l’abitazione di Seti, provocando così la gelosia di Userti. Gli ebrei, d’altro canto, temendo la vendetta del faraone, chiedono a Merapi di intercedere presso gli egiziani perché ciò non avvenga. Ma il faraone, per quanto ammonito da Mosè, decide per la vendetta. Poiché Seti non è d’accordo, Userti lo lascia, ed il faraone lo esclude dalla successione, nominando al suo posto suo nipote Amenmose. Appena dato quest’ordine, il faraone cade a terra, morto.
Seguono le bibliche “sette piaghe d’Egitto”: grandi sventure colpiscono il paese. L’ultima di esse, la morte dei primogeniti maschi, non risparmia neppure il bambino che Seti e Merapi hanno appena avuto. Gli egiziani ora chiedono al nuovo faraone di permettere agli israeliti, considerati responsabili di tante sventure, di lasciare il paese. Egli accondiscende, e gli ebrei partono; tuttavia, convinto da Userti, ritorna sulle proprie decisione. L’esercito egiziano insegue dunque gli ebrei fino alle rive del Mar Rosso, le cui acque si aprono permettendo il passaggio degli israeliti, ma si richiudono inghiottendo l’esercito inseguitore.
Frattanto Merapi viene catturata dagli egiziani e destinata ad essere offerta in sacrificio agli dèi. Seti non giunge in tempo per salvarla, e la “luna d’Israele” muore, mentre gli egiziani, morto Amenmose nel Mar Rosso, proclamano Seti faraone.

## Produzione
Il film fu prodotto da Arnold Pressburger (con la supervisione di Alexander Kolowrat per la Sascha-Film. la casa di produzione austriaca fondata dal conte Kolowrat. La pellicola venne girata a Vienna.

## Distribuzione
Distribuito dall'Universum Film (UFA), il film uscì nelle sale cinematografiche austriache il 24 ottobre 1924, in Germania il mese dopo, in novembre.